# Avenue de la Porte de Hal
L'avenue de la Porte de Hal est une rue de la commune bruxelloise de Saint-Gilles

## Histoire et description
L'avenue de la Porte de Hal va du carrefour de l'avenue Henri Jaspar et de la chaussée de Waterloo à l'avenue Fonsny en longeant le boulevard du Midi et en passant par l'avenue Jean Volders, la rue Fontainas, la rue César Depaepe, la Cité Fontainas, la rue d'Angleterre, la rue Blaes, la rue de Russie et la rue de Mérode.
L'avenue de la Porte de Hal fait partie de la Petite ceinture de Bruxelles. Elle doit son nom à la Porte de Hal.

## Adresses notables
- nos 2-4 : Maison art nouveau de Benjamin De Lestré de Fabribeckers[1]
- no 17 : Maison art nouveau de Dominique Fastré[2]
- nos 60-60A : Maison art déco d'Adolphe Staatje[3]

## Sources
- Avenue de la Porte de Hal – Inventaire du patrimoine architectural de la Région de Bruxelles-Capitale